# 교세라 우르바노
교세라 우르바노는 교세라에서 출시한 au KDDI 전용 스마트폰 시리즈이다.

## 제품
- 교세라 우르바노 L01
- 교세라 우르바노 L02
- 교세라 우르바노 L03